# 常磐大学硬式野球部
常磐大学硬式野球部（ときわだいがくこうしきやきゅうぶ）は、関甲新学生野球連盟に所属する野球チーム。常磐大学の学生によって構成されている。

## 歴史
- 1985年（昭和60年）創部。
- 1993年（平成5年）より、関甲新学生野球連盟に加盟。初年度より1部リーグに所属。
- 1999年（平成11年）のドラフト会議で、進藤実（大学卒業後、NTT東北に所属）が読売ジャイアンツから7巡目で指名され入団。常磐大学硬式野球部出身者初のプロ野球選手となった。
- 2002年（平成14年）のドラフト会議で、小野寺力が西武ライオンズから4巡目、久保田智之が阪神タイガースから5巡目で指名され入団。常磐大学硬式野球部から直接プロ入りした初の選手となった。
- 2008年（平成20年）の明治神宮野球大会（第39回大会）に初出場[1]。初戦で愛知学院大学に勝利を挙げるも、立命館大学に敗れた[1]。
- 2010年（平成22年）の秋季1部リーグで最下位となり、作新学院大学との入れ替え戦で敗退。初の2部リーグ降格となる。
- 2011年（平成23年）の春季2部リーグで優勝し、作新学院大学との入れ替え戦を勝ち抜き、1部リーグに復帰する。
- 2011年（平成23年）の秋季1部リーグで最下位となり、松本大学との入れ替え戦で敗退。2部リーグに降格する。
- 2012年（平成24年）の秋季2部リーグで優勝し、松本大学との入れ替え戦を勝ち抜き、1部リーグに復帰する。

## 本拠地
- グラウンド

常磐大学 小吹グラウンド内（茨城県水戸市小吹町）に所在。

## 出身者
- 進藤実（投手、NTT東北 - 読売 - シダックス）
- 小野寺力（投手、西武 - ヤクルト）
- 久保田智之（投手、阪神）
- 矢貫俊之（投手、三菱ふそう川崎 - 日本ハム - 巨人）
- 吉岡興志（投手、阪神）
- 大原慎司（投手、TDK - 横浜・DeNA）
- 黒沢征治（投手、Honda　→ 競輪選手）